# Joaquim Inácio Ramalho
Joaquim Inácio Ramalho, primer y único barón de Ramalho (São Paulo, 6 de enero de 1809 - São Paulo,15 de agosto de 1902 (93 años)) fue un jurista, profesor y político brasileño. Asumió el cargo de presidente de la provincia de Goiás entre 1845 y 1848 durante el reinado imperial de Pedro II. Fue, además, director de la Facultad de Derecho de São Paulo entre 1891 y 1902 y fundador del Instituto de los Abogados de São Paulo.
Se encuentra sepultado en el Cementerio de la Consolación en la ciudad de São Paulo.